# Jelena Petanović
Jelena Petanović (Belgrad, 1977). És traductora i filòloga. Del català al serbi, ha traduït El violí d'Auschwitz de Maria Àngels Anglada i La pell freda d'Albert Sánchez Piñol, juntament amb Pau Bori. També ha participat en la traducció de vint poemes i en la versió sèrbia d'una antologia de Jaume C. Pons Alorda que ha sortit publicada amb el títol d'Epic & Majestic.
Per al número especial de la revista literària sèrbia Treci Trg, dedicat a la literatura catalana, va traduir poemes de Jacint Verdaguer i Enric Casasses i contes de Pere Calders i Francesc Serés.
El 2011, va participar en un seminari de traducció poètica celebrat a Sremski Karlovci (Sèrbia) durant el qual es van traduir una quarantena de poemes d'Enric Casasses i Dolors Miquel. També forma part de l'equip que prepara el primer diccionari serbi-català i català-serbi.
A més, Jelena Petanović s'ha dedicat a la promoció de la cultura catalana a Sèrbia amb altres tasques culturals, com ara la direcció del programa setmanal Katalonski cas a Radio Pancevo (2006-10) i l'organització de la Trobada de joves poetes catalans i serbis (2009) i Els dies catalans de Belgrad (2010).